# Tunesische Billie-Jean-King-Cup-Mannschaft
Die tunesische Billie-Jean-King-Cup-Mannschaft ist die Tennisnationalmannschaft von Tunesien, die im Billie Jean King Cup eingesetzt wird. Der Billie Jean King Cup (bis 1995 Federation Cup, 1996 bis 2020 Fed Cup) ist der wichtigste Wettbewerb für Nationalmannschaften im Damentennis, analog dem Davis Cup bei den Herren.

## Geschichte
1992 nahm Tunesien erstmals am Billie Jean King Cup teil. Das bisher beste Abschneiden waren die Teilnahmen an der Europa-/Afrika-Zone I (1992 bis 1994 und 2014).

## Teamchefs (unvollständig)
- Anis Bouchlaka 2011–2013, 2017
- Chaker Ben Amor 2016

## Bekannte Spielerinnen der Mannschaft
- Selima Sfar